# Oreille moyenne
 (octobre 2023).
Si vous disposez d'ouvrages ou d'articles de référence ou si vous connaissez des sites web de qualité traitant du thème abordé ici, merci de compléter l'article en donnant les références utiles à sa vérifiabilité et en les liant à la section « Notes et références ».
L'oreille moyenne est la partie de l'appareil auditif comprise entre l'oreille externe et l'oreille interne. Chez les mammifères, l'oreille moyenne comprend le tympan ainsi que les osselets (la « chaîne ossiculaire »), trois très petits os qui s'appellent respectivement de dehors en dedans : le marteau, l'enclume et l'étrier. Ces noms proviennent de leurs formes caractéristiques. Le marteau et l'enclume forment une articulation peu flexible appelée « bloc incudo-maléaire ».

## Anatomie
L’oreille moyenne se compose de 3 entités anatomiques :

### Caisse du tympan
Avec le tympan et la chaîne des osselets, la caisse du tympan assure la transmission des sons du milieu aérien provenant de l’oreille externe vers le milieu liquidien de l’oreille interne par l'intermédiaire de la fenêtre ovale. Elle communique directement avec le pharynx via la trompe auditive, ce lien étant notamment vecteur d'infections (otites).

### Cavités mastoïdiennes
Les cavités mastoïdiennes n’ont pas un rôle physiologique important, par contre leur implication dans la pathologie de l’oreille est importante (mastoïdite).

### Trompe d'Eustache
La trompe d'Eustache (trompe auditive) permet d'égaliser de part et d’autre la pression du tympan.
En dehors de la partie fibro-cartilagineuse de la trompe l’ensemble est contenu dans l’os temporal.

## Rôle de l'oreille moyenne
Les sons sont le résultat de vibrations de l'air dans le conduit auditif qui ont pour effet de faire vibrer le tympan. Ces vibrations seront ensuite transmises le long de la chaîne ossiculaire, puis à l'oreille interne via la fenêtre ovale.
La conception qui domine actuellement sur la propagation des vibrations dans l'oreille moyenne est celle de Khana et Tonndorf, élaborée en 1972 : schématiquement, les lignes des zones concentriques d'iso-amplitude de certaines fréquences sont parallèles au manche du marteau, avec, pour la membrane du tympan, des zones de vibration plus amples que pour ce manche.
Puisque l'oreille moyenne est creuse, un environnement de haute pression (comme l'eau) poserait le risque de crever le tympan. Pallier ce risque est la fonction des trompes d'Eustache. Descendantes évolutionnaires des ouïes respiratoires des poissons, ces trompes relient l'oreille moyenne aux fosses nasales afin d'assurer une équipression de part et d'autre du tympan.

## Pathologie

### Barotraumatismes de l’oreille moyenne
Pathologies liées aux variations de pression dans les organes creux, au premier rang desquels, l’oreille. Il existe une variation des volumes gazeux inversement proportionnelle à la pression (Loi de Boyle-Mariotte).
Durant la descente, la pression augmente et le tympan est enfoncé vers la caisse. L’ouverture de la trompe d’Eustache va compenser cette surpression pour éviter les lésions. Le phénomène inverse va se reproduire à la remontée avec toujours le rôle prépondérant de la trompe qui va laisser passer l’air en excès de la caisse vers le rhinopharynx.
En plongée, l’équipression est obtenue par la manœuvre de Valsalva (qui peut être traumatisante si trop brutale) ou mieux, par la béance tubaire volontaire qui est d’une parfaite innocuité.
Il existe différents stades de gravité du barotraumatisme :
- Grade I : hyperémie (rougeur) du tympan qui reste à sa place normale, pas d’inconfort pour l’audition ;
- Grade II : hyperémie et rétractation du tympan vers l’oreille moyenne, léger inconfort pour l’audition ;
- Grade III : apparition dans la caisse du tympan d’un épanchement incolore à citrin. Inconfort franc pour l’audition avec autophonie ;
- Grade IV : épanchement sanglant dans la caisse du tympan. Surdité, autophonie, distorsion harmonique ;
- Grade V : perforation du tympan, vive douleur, surdité franche souvent accompagnée de vertiges.

### Béance de la trompe d'Eustache
La béance tubaire (involontaire) est le nom d'une maladie rare où la trompe d'Eustache, au lieu de rester normalement fermée, s'ouvre involontairement par intermittence. Quand cela arrive, le patient ressent de l'autophonie, phénomène très particulier qui se traduit par le fait d’entendre sa voix, sa respiration résonner dans ses propres oreilles, de façon excessive.